# 印度型薹草
印度型薹草（学名：Carex indicaeformis）为莎草科薹草属的植物。分布于中国大陆的广西、贵州、云南、海南等地，生长于海拔400米至1,000米的地区，多生长于密林下或山坡阴处，目前尚未由人工引种栽培。